# Nesselwang
Nesselwang è un comune tedesco di 3 509 abitanti, situato nel land della Baviera.